# V538 Aurigae
V538 Aurigae (V538 Aur) es un sistema estelar en la constelación de Auriga, el cochero.
De acuerdo a la nueva reducción de los datos de paralaje de Hipparcos, está a 40,0 años luz del sistema solar.
La estrella primaria, Gliese 211 (HR 1925 / HD 37394), tiene magnitud aparente +6,23.
Es una enana naranja de tipo espectral K1V con una temperatura efectiva de 5293 ± 109  K.
Su luminosidad equivale a algo menos de la luminosidad solar.
Tiene un radio un 18% más pequeño que el del Sol y gira sobre sí misma con una velocidad de rotación proyectada de 4 km/s.
Igualmente posee menos masa que el Sol, aproximadamente 0,91 masas solares.
No se ha detectado exceso en el infrarrojo ni a 24 μm ni a 70 μm, lo que en principio descarta la presencia de un disco de polvo a su alrededor.
Evidencia actividad cromosférica y está catalogada como variable BY Draconis; la variación de brillo es pequeña —0,04 magnitudes— y está originada porque regiones de la superficie estelar con gran actividad magnética entran y salen del campo de visión conforme la estrella gira a lo largo de su período de rotación de 10,86 días.
La estrella secundaria, Gliese 212 (LHS 1775) es una enana roja de tipo M0.5.
Con magnitud +9,87, no es observable a simple vista.
Su temperatura efectiva es de 3531 ± 50 K y tiene un radio de 0,71 radios solares.
Gira sobre sí misma con una velocidad de rotación de al menos 2,0 km/s, lo que conlleva que su período de rotación no supera los 18 días.
Su masa estimada es de 0,57 masas solares.
Las dos estrellas del sistema están visualmente separadas entre sí 98 segundos de arco, lo que corresponde a una separación proyectada de 1200 UA.
Presentan una metalicidad comparable a la solar ([Fe/H] ~ -0,02).
El estudio de la cinemática del sistema le incluye dentro del grupo de las Pléyades, lo que permite estimar su edad en 120 millones de años.